# Rapture (miniserie televisiva)
Rapture è una miniserie antologica statunitense formata da otto puntate distribuita da Netflix il 2 aprile 2018.

## Trama
Rapture segue artisti hip-hop come A Boogie Wit Da Hoodie, Logic e 2 Chainz nella vita privata, in studio e mentre si esibiscono. Ogni episodio della serie si concentra su uno dei rapper che viene intervistato e ripercorre l'infanzia e l'ascesa al successo.

## Cast
- Logic
- Nas
- Dave East
- T.I.
- G-Eazy
- 2 Chainz
- Rapsody
- Just Blaze
- A Boogie wit da Hoodie

- Aloe Blacc
- Dominique Kelley
- Killer Mike
- Lin-Manuel Miranda
- N.O.R.E.
- Large Professor
- Cherie Robinson
- Joseph Simmons III
- Ebro Darden

## Episodi
| N° | Titolo                                         | Protagonista/i         |
| -- | ---------------------------------------------- | ---------------------- |
| 1  | LOGIC: Materia grigia                          | Logic                  |
| 2  | NAS & DAVE EAST: Il ponte                      | Nas, Dave East         |
| 3  | T.I.: Presa di posizione                       | T.I.                   |
| 4  | G-EAZY: Amplificato in tutto il mondo          | G-Eazy                 |
| 5  | 2 CHAINZ: Dormi quando sei morto               | 2 Chainz               |
| 6  | RAPSODY: Superare le aspettative               | Rapsody                |
| 7  | JUST BLAZE: Illuminante!                       | Just Blaze             |
| 8  | A BOOGIE WIT DA HOODIE: Direttamente dal Bronx | A Boogie wit da Hoodie |

### LOGIC: Materia grigia
- Titolo originale: LOGIC: Gray Matters
- Diretto da: Steven Caple Jr.

Trama
Logic parla delle difficoltà che hanno influenzato la sua musica e della felicità che ha trovato nella carriera, dopo aver sconfitto l'ansia che lo bloccava.

### NAS & DAVE EAST: Il ponte
- Titolo originale: NAS & DAVE EAST: The Bridge
- Diretto da: Sacha Jenkins

Trama
Nas e Dave East ripensano alle loro origini nei quartieri periferici di New York e riflettono sulla libertà e sul potere che hanno ottenuto grazie alla musica.

### T.I.: Presa di posizione
- Titolo originale: T.I.: Taking a Stand
- Diretto da: Marcus A. Clarke

Trama
Dopo aver scelto un maggior impegno sociale nella musica, T.I. chiede ai leader dei movimenti per i diritti civili come sostenere il movimento Black Lives Matter.

### G-EAZY: Amplificato in tutto il mondo
- Titolo originale: G-EAZY: Worldwide Amplified
- Diretto da: Marcus A. Clarke

Trama
G-Eazy, artista di San Francisco, accende il pubblico nel suo primo viaggio in Sud America e parla della lotta contro l'insicurezza e del valore terapeutico della musica.

### 2 CHAINZ: Dormi quando sei morto
- Titolo originale: 2 CHAINZ: Sleep When U Die
- Diretto da: Ben Selkow

Trama
Nonostante un doloroso infortunio a una gamba, 2 Chainz, artista trap della Georgia, si rifiuta di cancellare il suo tour e sfida il palco su una sedia a rotelle rosa.

### RAPSODY: Superare le aspettative
- Titolo originale: RAPSODY: Raising the Bars
- Diretto da: Geeta Gandbhir

Trama
Rapsody lotta per diventare una rispettata MC e per essere da esempio ad altre donne, mentre si fa strada nell'universo hip hop dominato dagli uomini.

### JUST BLAZE: Illuminante!
- Titolo originale: JUST BLAZE: It's Lit!
- Diretto da: Gabriel Noble

Trama
Just Blaze discute con altri produttori dell'arte di sovrapporre i beat, della creazione di nuovi suoni e di come, collaborando, è possibile superare i limiti.

### A BOOGIE WIT DA HOODIE: Direttamente dal Bronx
- Titolo originale: A BOOGIE WIT DA HOODIE: Uptown Baby
- Diretto da: Marcus A. Clarke

Trama
L'artista A Boogie Wit Da Hoodie, nato nel Bronx, interviene sul campo, affiancato dal suo team, per creare un nutrito seguito di fan, mentre la sua popolarità cresce.